# Metalectra diabolica
Metalectra diabolica là một loài bướm đêm trong họ Erebidae.